# Ravellino
Ravellino  (in brianzolo Ravelìn o anche Tegnon) è una frazione geografica del comune di Colle Brianza in provincia di Lecco posta in posizione rialzata a nord del centro abitato, sulla strada verso Villa Vergano.
Fino al 1864 l’abitato era denominato Tegnone.

## Storia
Tegnone era una località brianzola registrata agli atti del 1751 come un villaggio di 210 abitanti, pochi anni dopo incorporò la frazione di Bestetto, e alla proclamazione del Regno d'Italia nel 1805 risultava avere 390 residenti. Nel 1809 un regio decreto di Napoleone determinò la soppressione dell'autonomia municipale per annessione a Nava, ma il Comune di Tegnone fu poi ripristinato con il ritorno degli austriaci. L'abitato crebbe poi discretamente, tanto che nel 1853 risultò essere popolato da 502 anime, salite a 510 nel 1861. Nel 1864, per motivi ignoti, il governo italiano cambiò completamente il nome della località chiamandola Ravellino. L'inizio del XX secolo vide la località mantenersi sostanzialmente inalterata, facendo registrare 548 abitanti nel 1921. Fu il fascismo a decidere di riprendere l'antico modello napoleonico e sopprimere il comune riaggregandolo a Nava, formando l'odierno Colle Brianza istituito il 5 febbraio 1928.